# Susan Gordanshekan
Susan Gordanshekan (* 19. Dezember 1978 in Kassel) ist eine deutsche Filmregisseurin und Drehbuchautorin iranischer Herkunft.

## Leben
Die Eltern von Susan Gordanshekan, Mohammad Gordanshekan und Batul Torabian, stammen aus der Stadt Isfahan im Iran. Susan Gordanshekan wuchs zweisprachig auf und hatte Einblicke sowohl in die deutsche als auch in die iranische Kultur.
Nach dem Abitur an der Lutherschule in Hannover leistete sie ein freiwilliges soziales Jahr bei den Johannitern im Bereich Altenpflege ab.
Im Anschluss studierte sie von 1998 bis 2003 Kommunikationsdesign mit Spezialisierung auf Multimedia-Design an der Fachhochschule Hannover (FHH) für Design und Medien. 2001 studierte sie dank eines Stipendiums des deutsch-französischen Jugendwerks über ein halbes Jahr an der Ecole des Beaux-Arts in Saint-Etienne/Frankreich Kommunikationsdesign mit Schwerpunkt Video-Design. Es folgte über ein weiteres halbes Jahr ein Praktikum in der Multimedia-Agentur Eurasset in Lyon/Frankreich. Seit 2002 übte sie diverse freiberufliche Tätigkeiten beim Norddeutschen Rundfunk aus. 2003 beendete sie ihr Studium mit der Herstellung ihres ersten Films Kann man Musik sehen. Dieses Projekt weckte ihr Interesse an der Filmregie, weswegen sie 2004 ein Praktikum in der Stoffentwicklung bei Herrmannfilm in Berlin absolvierte.
2004 begann Susan Gordanshekan an der Hochschule für Fernsehen und Film München (HFF München) Dokumentarfilm und Fernsehpublizistik zu studieren. Dort drehte sie einen Dokumentarfilm sowie Spielfilme. Im Rahmen des Studiums entstand der Film Eisblumen, der auf den Internationalen Filmfestspielen Berlin 2011 gezeigt wurde. 2013 wurde Gordanshekan als eine von sechs internationalen Filmemachern für das Cinefondation-Stipendium La Résidence der Internationalen Filmfestspiele von Cannes ausgewählt. Nach dem Kurzfilm In Limbo (2016), drehte sie nach Abschluss ihres Studiums ihr Langspielfilmdebüt Die defekte Katze, das bei den Internationalen Filmfestspielen Berlin 2018 Premiere feierte. Der von Arte und Bayerischer Rundfunk koproduzierte Film kam am 4. Oktober 2018 in die deutschen Kinos. Susan Gordanshekan erhielt für Die defekte Katze den Deutschen Regiepreis Metropolis vom Bundesverband Regie als beste Nachwuchsregisseurin. 
2022 drehte Gordanshekan zwei von vier Episoden der Miniserie Füxe, die in Koproduktion mit ZDF – Das kleine Fernsehspiel entstand. Füxe gewann den Sonderpreis für serielle Formate auf dem Filmfest Hamburg 2023, den Preis "Best Long Form Series" auf der Seriale Gießen 2024 und wurde für den Grimme-Preis 2024 in der Kategorie Fiktion nominiert.

## Thematisierung
Susan Gordanshekan wurde geprägt durch ihr Dasein zwischen den Kulturen. In ihr spiegelt sich die Diskrepanz innerhalb der eigenen Persönlichkeit und der Anerkennung von außen wider, die ein jeder Menschen mit Migrationshintergrund empfindet. So kommt sie gefühlsmäßig näher an die sozialen Randgruppen der Gesellschaft, was sie auch immer wieder in ihren Filmen thematisiert: Menschen, die die Gesellschaft höchstens an ihrem Rand duldet.
Bereits in ihrem ersten Film Kann man Musik sehen?  berichtete sie über das Leben dreier Blinder und ihre Alltagsprobleme. In Tarof zeigte sie sowohl die Vor- als auch die Nachteile vom Leben zwischen zwei Kulturen und stellte die Sehnsüchte von vielen Menschen mit Migrationshintergrund der zweiten Generation dar. In Garçons manqués wurde die Lebenssituation einzelner Spielerinnen einer Mädchenfußballmannschaft mit Migrationshintergrund in einer Pariser Vorstadt verfilmt. Vorurteile bezüglich ihrer Rolle als Frau, Ausländerfeindlichkeit und Gewalt sowie eine angespannte politische Lage gehören zum Alltag im Pariser Vorort Montfermeil. In ihrem Film Eisblumen wird die Problematik eines illegal in Deutschland lebenden Bosniers und der von ihm gepflegten demenzkranken Frau Osterloh behandelt.

## Filmpreise
- Dokumentarfilmpreis des Interfilm Short Film Festival Berlin für Garçons manqués[8]
- „Best First Documentary Award“ Docúpolis 2008 des International Documentary Film Festival of Barcelona für Garçons manqués[9]
- Goldenes Einhorn der Alpinale Vorarlberg in der Kategorie „Bester Kurzfilm Hochschule“ für Eisblumen[10]
- Preis „Bester Kurzfilm“ beim 17. Film Festival Türkei/Deutschland in Nürnberg für Eisblumen[11]
- Deutscher Regiepreis Metropolis 2018 vom Bundesverband Regie als beste Nachwuchsregisseurin für Die defekte Katze[12]
- Preis „Beste Regie“ beim Snowdance Independent Film Festival 2019 für Die defekte Katze[13]
- Sonderpreis für das beste serielle Format auf dem Filmfest Hamburg 2023 für Füxe[14]
- Preis "Best Long Form Series" auf der Seriale Gießen 2024 für Füxe[15]
- Grimme-Preis 2024 Nominierung in der Kategorie Fiktion für Füxe[16]
- Von der Deutschen Film- und Medienbewertung für ihren Film Garçons Manqués das Prädikat „besonders wertvoll“[17]
- Von der Deutschen Film- und Medienbewertung für Eisblumen das Prädikat „wertvoll“[18].

## Filmographie
| Jahr       | Filmtitel             | Filmart        | Sprache          | Tätigkeit                    |
| ---------- | --------------------- | -------------- | ---------------- | ---------------------------- |
| 2003       | Kann man Musik sehen? | Dokumentarfilm | Deutsch          | Regie, Buch, Kamera, Schnitt |
| 2005       | Tarof                 | Kurzfilm       | Deutsch/Persisch | Regie, Drehbuch, Schnitt     |
| 2007       | Garçons manqués       | Dokumentarfilm | Französisch      | Regie, Buch, Schnitt         |
| 2008       | Hautnah               | Kurzfilm       | Deutsch          | Regie                        |
| 2011       | Eisblumen             | Kurzfilm       | Deutsch/Bosnisch | Regie, Drehbuch, Schnitt     |
| 2016       | In Limbo              | Kurzfilm       | Farsi/Englisch   | Regie, Drehbuch, Produzentin |
| 2018       | Die defekte Katze     | Kinospielfilm  | Farsi/Deutsch    | Regie, Drehbuch              |
| 2022       | SOKO Potsdam          | Fernsehserie   | Deutsch          | Regie                        |
| 2023       | Füxe                  | Miniserie      | Deutsch          | Regie                        |
| 2024, 2025 | SOKO Leipzig          | Fernsehserie   | Deutsch          | Regie                        |